# 南江布依族苗族乡
南江布依族苗族乡是中华人民共和国贵州省貴陽市开阳县下辖的一个民族乡。

## 行政区划
南江布依族苗族乡下辖以下村级行政区划单位：
南江村、双塘村、兴隆村、龙广村、苗寨村和毛家院村。